# Triptyque de Vršac
Le Triptyque de Vršac (en serbe : Vršački triptihon ; en alphabet cyrillique : Вршачки триптихон) est une peinture à l'huile en trois panneaux réalisée par le peintre réaliste serbe Paja Jovanović, exposée au musée municipal de Vršac. 
Datée d'environ 1895, l'œuvre représente les interactions quotidiennes des habitants de Vršac, ville natale de l'artiste, caractérisée par sa diversité ethnique et religieuse, située dans la région du Banat au sein de l'empire austro-hongrois. Le panneau central du triptyque mesure 200 cm de côté, tandis que les deux panneaux latéraux font chacun 200 sur 100 cm. La scène de gauche figure un marché animé, celle du centre montre des paysans récoltant du raisin le long d'une rangée de vignes, et celle de droite représente un fermier affûtant sa faux, alors que deux autres travaillent en arrière-plan. 
L'œuvre est initialement destinée à être exposée aux côtés d'une autre toile de Jovanović, Migration des Serbes, commandée par le Patriarcat de Karlovci. Toutefois, le mécontentement du patriarche, déçu par sa commande, et son insistance pour qu'elle soit modifiée selon ses souhaits empêchent l'artiste d'achever les retouches à temps. Seul le Triptyque de Vršac est donc envoyé à Budapest. Exposée, la peinture reçoit un accueil enthousiaste. Jovanović obtient une médaille d'or, les critiques saluant sa maîtrise du pleinairisme.

## Contexte
Le peintre Paja Jovanović (1859–1957) est considéré par les historiens de l'art comme l'une des figures majeures de la peinture serbe des XIXe siècle et XXe siècle. Il naît à Vršac, alors rattachée au Banat hongrois de l’Empire austro-hongrois, dans un environnement profondément marqué par le pluralisme culturel. La population de la ville se compose principalement de Serbes, de Hongrois et d’Allemands. La plupart des Serbes de la région sont les descendants de communautés qui ont fui l’expansion ottomane à la suite de la bataille de Kosovo en juin 1389. Cette richesse ethnique et confessionnelle confère à Vršac une réputation de prospérité, de raffinement et d’ouverture intellectuelle. 

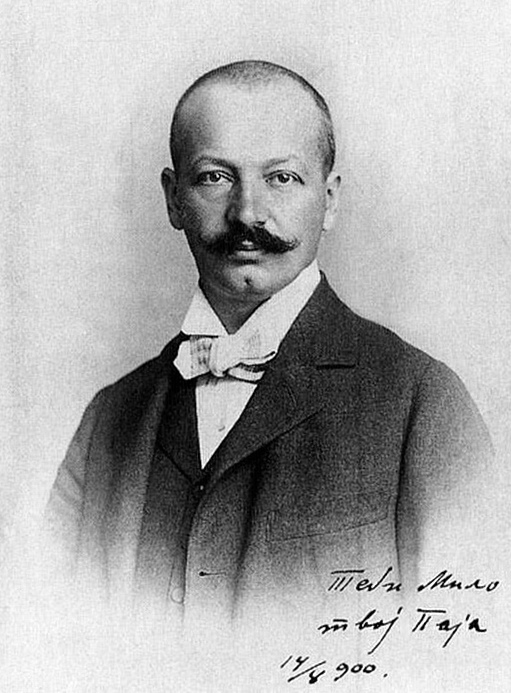
Paja Jovanović, photographie prise en août 1900.

Les dispositions artistiques de Jovanović se manifestent dès son jeune âge, encouragées par son père, photographe de métier, qui reconnaît précocement le potentiel de son fils. Il s’imprègne très tôt des œuvres de portraitistes et de peintres religieux tels que Pavel Đurković, Jovan Sterija Popović ou Arsenije Teodorović, qui nourrissent son imaginaire et sa technique. Les premières copies qu’il réalise à partir des œuvres disponibles localement lui valent une reconnaissance immédiate et tracent les premiers jalons d’une carrière vouée aux arts. Durant son adolescence, Jovanović observe avec une attention minutieuse les habitants des campagnes environnantes et leurs traditions et consigne dans ses carnets une profusion de croquis représentant aussi bien les paysages naturels que les constructions humaines qui jalonnent Vršac et ses alentours. Alors encore étudiant, il reçoit une commande officielle pour réaliser des esquisses préparatoires destinées à la conception du clocher de l’église principale de sa ville natale.
De 1877 à 1882, Paja Jovanović perfectionne sa maîtrise artistique à l'Académie des beaux-arts de Vienne, où il étudie notamment sous la direction de Christian Griepenkerl et Leopold Carl Müller. Au début de sa carrière, il se consacre principalement à la peinture orientaliste, un genre alors très en vogue. Ses œuvres s’inspirent de ses propres voyages dans les Balkans, au Moyen-Orient et en Afrique du Nord, et lui assurent rapidement une renommée durable auprès des amateurs d’art occidentaux. À la fin des années 1880, Jovanović oriente sa pratique vers la peinture d'histoire, avec des représentations d'épisodes marquants du passé du peuple serbe, comme en témoigne Le soulèvement de Takovo (1888). Toutefois, malgré cette évolution, sa réputation demeure étroitement liée à ses compositions orientalistes, qui dominent sa notoriété au cours de sa première décennie en tant qu’artiste professionnel.

## Commande

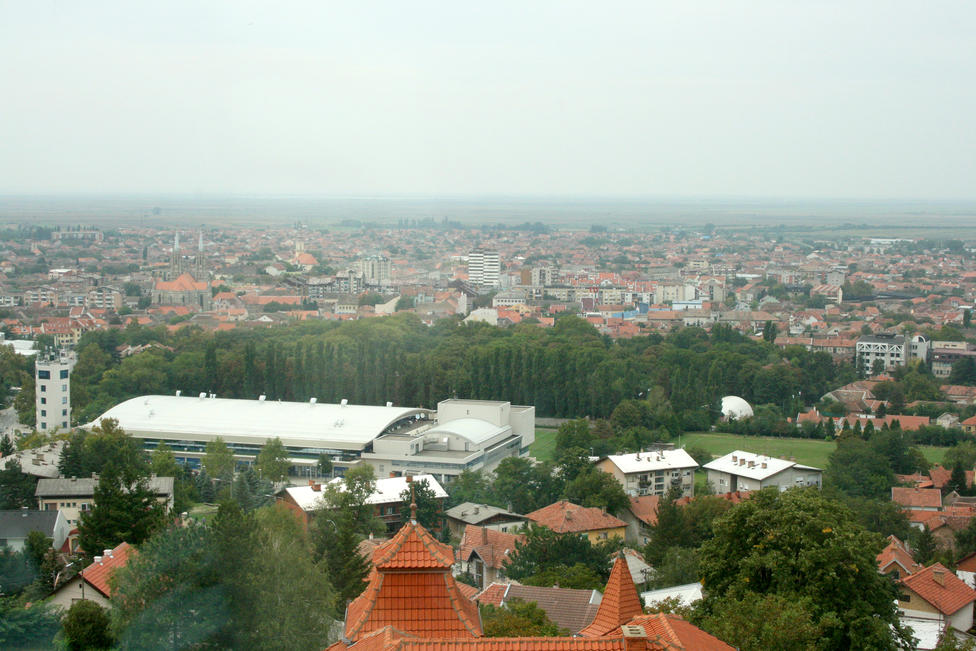
Vršac en septembre 2010.

Au début des années 1890, les autorités hongroises annoncent l'organisation d'une « exposition du Millénaire » à Budapest, prévue pour 1896. Cet événement vise à commémorer le millénaire de la conquête hongroise du bassin des Carpates, à réaffirmer la légitimité nationale et territoriale de la Hongrie et à souligner le droit naturel et historique du peuple hongrois sur les territoires qu'il occupe. L’exposition devait se tenir dans le parc municipal de Budapest. Les présentations sont réparties en douze sections distinctes, dont l’une est consacrée aux arts visuels. Plusieurs pavillons sont spécialement construits pour mettre en valeur les réalisations culturelles et industrielles des populations non hongroises vivant dans les territoires administrés par la Hongrie au sein de l’Empire austro-hongrois. Parmi ceux-ci figure un pavillon dédié aux Serbes. En 1895, le conseil municipal de Vršac confie à Paja Jovanović la réalisation d’une composition représentant la ville, destinée à être exposée à Budapest. Le Triptyque de Vršac devient ainsi l’une des deux œuvres que l’artiste conçoit pour l’exposition, l’autre étant La Migration des Serbes, commandée la même année par le patriarcat de Karlovci et qui illustre la grande migration des Serbes de 1690,.

## Composition
La composition destinée à représenter Vršac lors de l’exposition devait, dans un premier temps, illustrer un épisode épique mettant en scène Janko Halabura, figure légendaire de la résistance serbe face à l’occupation ottomane. Cette thématique héroïque suscite immédiatement l’intérêt de Paja Jovanović. Toutefois, le conseil municipal de Vršac opte finalement pour une approche plus ancrée dans le quotidien, et sollicite de l’artiste une scène dépeignant la vie quotidienne des habitants de la ville.
Au cours de l’élaboration du triptyque, Jovanović multiplie les séjours dans sa ville natale, où il esquisse avec rigueur visages, attitudes et structures architecturales. L’ampleur du projet impose une exigence technique et conceptuelle considérable, et sa maîtrise de la tradition occidentale de la peinture de panneaux et de fresques médiévales s’avère alors précieuse. L’artiste a déjà répondu à plusieurs commandes religieuses impliquant des œuvres compartimentées, bien que d’une envergure moindre que celles de certains de ses contemporains, tel Uroš Predić. L’un des défis majeurs réside dans la continuité visuelle entre les scènes, qui doivent s’enchaîner avec fluidité et cohérence. Jovanović est également confronté à la complexité de représenter de multiples figures en mouvement, engageant des gestes précis et expressifs. Il surmonte cette difficulté par un travail préparatoire méticuleux, dessinant avec soin chaque personnage, chaque fragment du paysage et chaque panneau, afin d’assurer l’unité et l’harmonie de la composition. Désireux de restituer fidèlement la lumière naturelle, il choisit de peindre en plein air, à l’écart de son atelier. L’achèvement de l’œuvre mobilise environ dix mois de travail intensif.

## Description
Le Triptyque de Vršac, initialement intitulé Semailles, vendanges et marché (en serbe: Žetve, berbe i pijaca ; en alphabet cyrillique : Жетве, бербе и пијаца),, est une œuvre en trois panneaux réalisée à l’huile par Paja Jovanović en 1895. Le panneau central présente un format carré de 200 cm de côté, tandis que les deux panneaux latéraux affichent chacun une dimension de 200 cm de hauteur sur 100 cm de largeur.
Le volet gauche dépeint une scène animée sur la place principale de Vršac où villageois et citadins — Serbes, Hongrois et Allemands — se retrouvent pour vendre ou acheter des marchandises ou simplement pour converser. Cette scène, située en fin de matinée, se déroule devant une rangée de maisons blanchies à la chaux, dont l’éclat contraste avec la flèche élancée de l’église principale qui se dessine en arrière-plan. Les personnages portent des costumes traditionnels propres à leur communauté, facilitant ainsi l’identification de leur origine ethnique. L’historienne de l'art Lilien Filipovitch-Robinson souligne que « les échanges s’établissent avec naturel » et que « la scène est baignée d’une atmosphère générale de bienveillance ». Le panneau central illustre un groupe de paysans qui récoltent les grappes d’une rangée de vignes en pleine campagne. À droite, la scène montre la moisson du blé mûr : deux personnages, penchés à l’arrière-plan, manient la faucille tandis qu’au premier plan, un paysan aiguise sa faux. La signature de l’artiste,  « Joanowits P » , apparaît dans l’angle inférieur droit du panneau central.

## Analyse

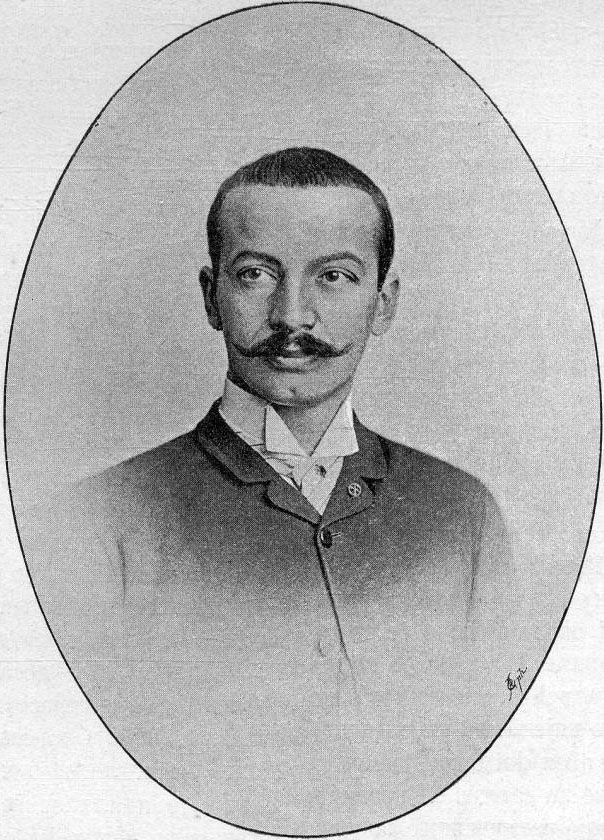
Paja Jovanović en 1899.

À première vue, le Triptyque de Vršac se présente comme une vaste scène de genre contemporaine. Toutefois, en établissant un lien avec les œuvres orientalistes précédentes de Jovanović, que Lilien Filipovitch-Robinson décrit comme des « réponses et commentaires », l'œuvre transcende largement la simple représentation du quotidien. En la qualifiant de « peinture d'histoire », Filipovitch-Robinson affirme que le triptyque ne se réduit pas à un simple document visuel. Le choix de ce format triptyque par Jovanović révèle ainsi une intention artistique plus profonde, qui serait autrement peu commune. 
Filipovitch-Robinson met en lumière des correspondances entre le Triptyque de Vršac et certaines peintures siennoises du XIVe siècle, notamment l'Allégorie et effets du Bon et du Mauvais Gouvernement (1338) d'Ambrogio Lorenzetti ainsi que le triptyque à la tempera Naissance de la Vierge (1342) réalisé par son frère Pietro Lorenzetti. L’œuvre de Jovanović partage avec la première son sujet profane et son hommage à une cité, tandis qu’elle emprunte à la seconde son format triptyque. Cependant, à la différence de ses homologues médiévaux, Jovanović jouit d’une liberté totale dans son expression artistique, affranchie des contraintes imposées par de riches mécènes. Selon Filipovitch-Robinson, Jovanović reprend en réalité le message d’Ambrogio Lorenzetti en l’adaptant à son époque, affirmant que Vršac — à l’instar de Sienne au XIVe siècle — doit sa paix et sa prospérité au respect des valeurs traditionnelles et aux vertus d’un bon gouvernement. Cette lecture suggère que l’artiste voulait rendre hommage aux Austro-Hongrois pour la stabilité qu’ils ont instauré dans sa ville natale et ses environs.

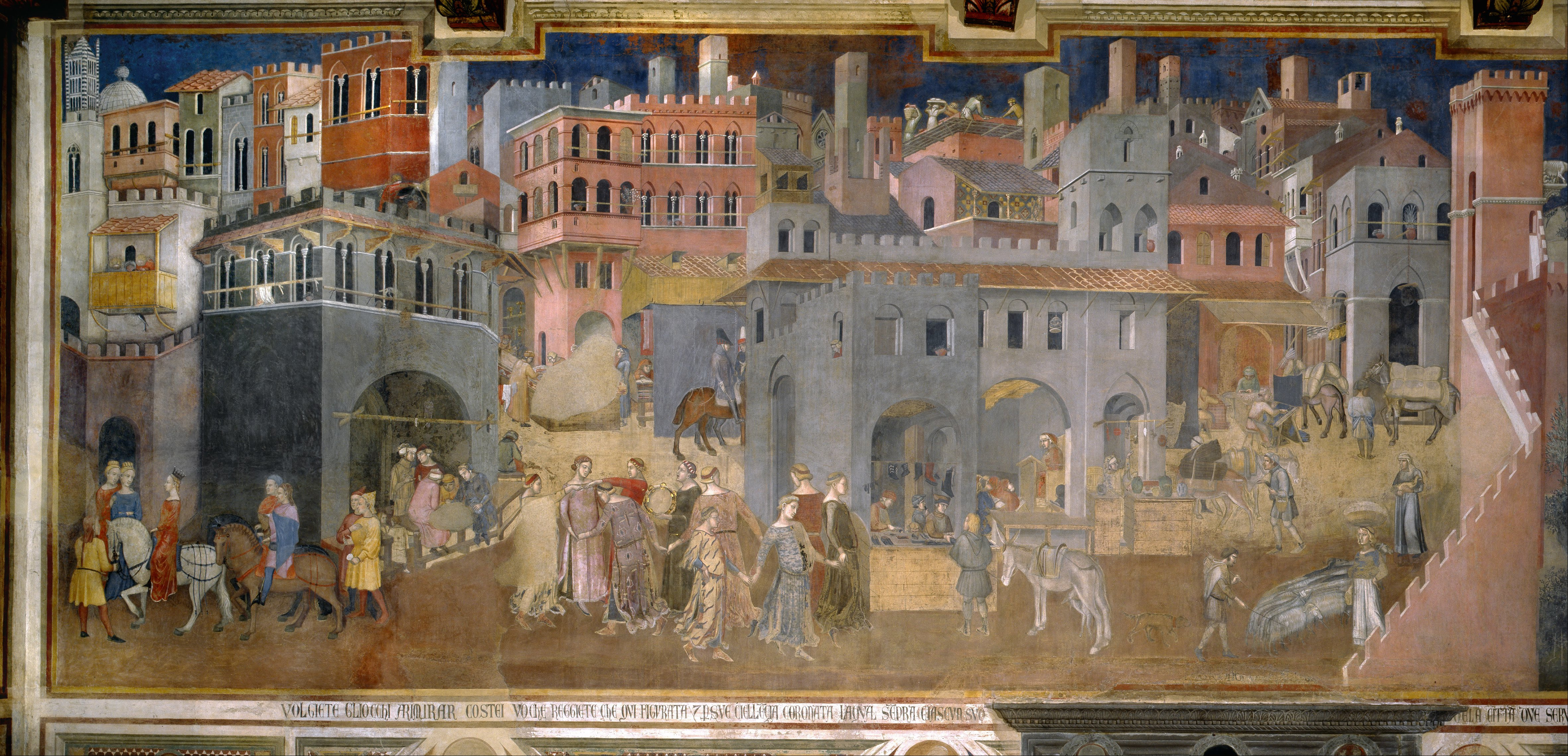
Allégorie du Bon Gouvernement, peint par Ambrogio Lorenzetti (c. 1338).

En peignant la haute flèche de l’église sur le panneau gauche, Jovanović, selon Lilien Filipovitch-Robinson, souligne le rôle fondamental de la foi dans l’édification de l’harmonie et de la prospérité. Filipovitch-Robinson précise que « les qualités mises en lumière évoquent des valeurs et des vertus profondément enracinées dans la tradition de la peinture religieuse, où les figures et scènes sacrées s'entrelacent souvent avec les expériences ordinaires des hommes ». Bien que circonscrit à la ville natale de l’artiste, le triptyque déploie une portée symbolique qui dépasse largement ce cadre, touchant l’ensemble de la région. Selon encore Filipovitch-Robinson, Jovanović « assure que paix et harmonie ne sont pas seulement envisageables, mais bien présentes dans le contexte balkanique contemporain, précisément à Vršac ». Cette affirmation se traduit par une représentation délibérément inclusive, qui refuse de privilégier un groupe ethnique au détriment des autres. L’artiste dépeint ainsi les habitants de la ville mêlés avec aisance et naturel, réfutant ainsi toute idée d’animosité ou de conflit entre les communautés, malgré un passé marqué par des violences interethniques et interconfessionnelles. Lilien Filipovitch-Robinson qualifie cette œuvre d’« optimiste » et établit un parallèle avec les compositions historiques postérieures de Jovanović, notamment La Proclamation du Code de loi de Dušan (1900). Elle interprète ces tableaux comme autant de rappels adressés aux compatriotes de l’artiste sur la richesse de leur héritage historique, tout en leur offrant l’espoir d’un avenir serein et prometteur.

## Réception critique
Bien qu’il soit initialement prévu que le Triptyque de Vršac soit présenté aux côtés de La Migration des Serbes, il demeure, en définitive, la seule œuvre que Jovanović envoie à Budapest. Le patriarche de Karlovci, Georgije Branković, a en effet exprimé sa désapprobation dès la première présentation de La Migration des Serbes et exigé de l’artiste qu’il modifie la composition afin qu’elle reflète la lecture que l’Église donne de cet épisode historique. Jovanović reprend donc la toile dans son atelier et entreprend de la retravailler selon les instructions du patriarche. Bien que les retouches soient effectuées dans des délais relativement brefs, elles ne peuvent être achevées à temps pour l’exposition,. Ainsi, seul le Triptyque de Vršac est expédié à Budapest pour y être exposé. Présenté dans le pavillon des beaux-arts, il suscite l’enthousiasme des critiques. Le comité artistique le consacre comme la plus remarquable des œuvres présentées, et Jovanović reçoit une médaille d’or en reconnaissance de son talent. Les jurés soulignent tout particulièrement sa maîtrise du pleinairisme. « Parmi ses pairs », écrit un critique, « Jovanović est unanimement reconnu comme un maître de la précision picturale. Cette fois, en peignant en plein air, il a déployé une telle virtuosité que ses œuvres peuvent légitimement être tenues pour modèle par les jeunes générations ».

## Impact culturel

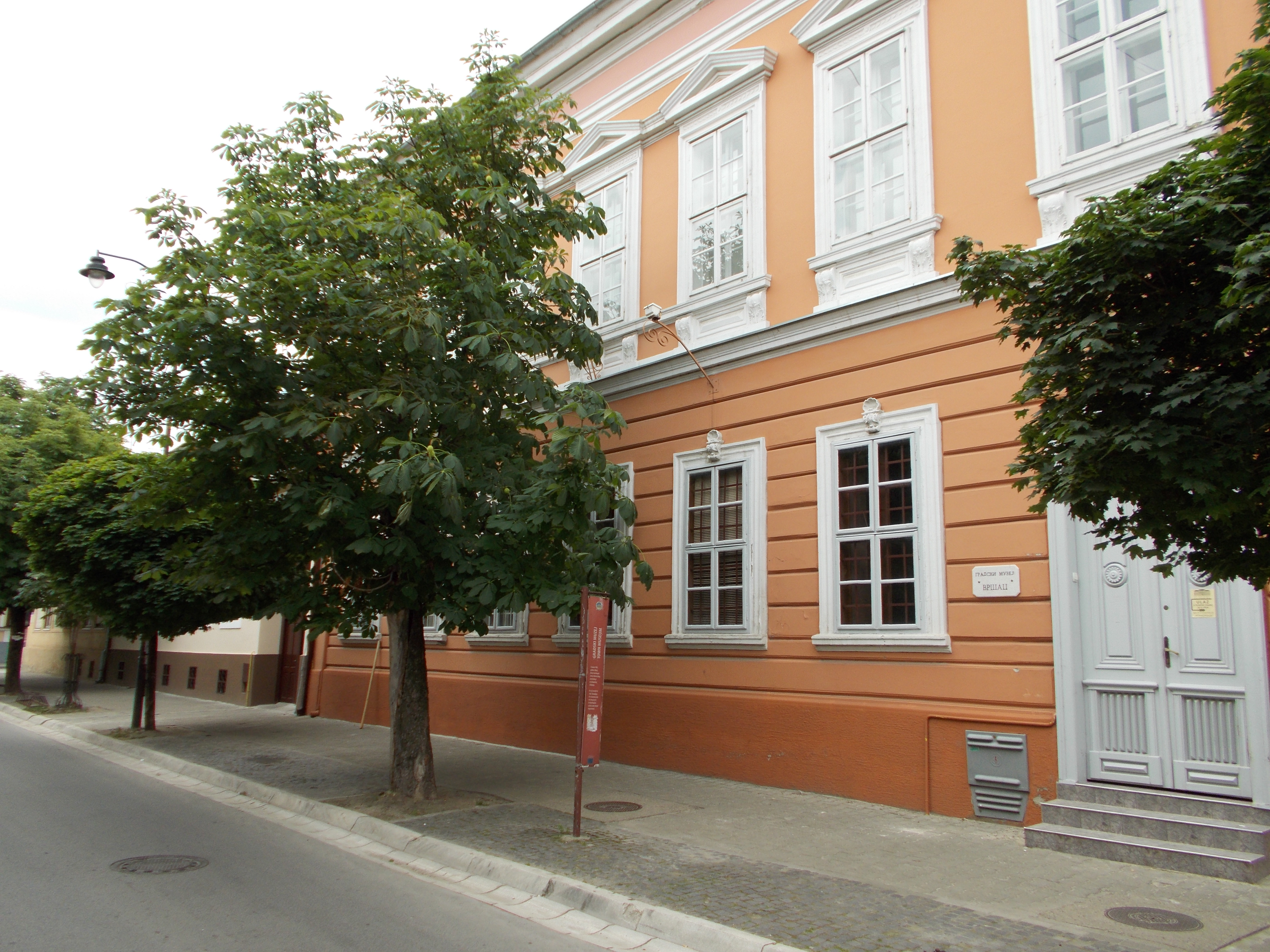
Musée municipal de Vršac.

Un récit de voyage publié en Yougoslavie dans les années 1920 présente le triptyque comme une évocation éloquente de la « solidarité entre plusieurs nations », reflet de la diversité et du cosmopolitisme propres au Banat. Le texte souligne que « les grands artistes ne sont jamais étroits d’esprit ni chauvins », et considère les toiles de Jovanović comme une illustration exemplaire de cette ouverture. L’attrait durable du triptyque tient précisément à ce qu’il incarne une Voïvodine autrefois plurielle et cosmopolite, dont la composition démographique se trouve profondément bouleversée pendant et après la Seconde Guerre mondiale, en particulier à travers l’expulsion des populations germaniques. Cette transformation conduit un observateur à relever l’ironie d’une œuvre exaltant la coexistence à Vršac, alors que les descendants des Allemands qu’elle représente sont désormais peu susceptibles d’y habiter. La ville conserve toutefois, d’après le recensement serbe de 2011, une communauté roumaine et hongroise significative. Offert en 1896 par Paja Jovanović au musée municipal de Vršac, le triptyque y est toujours exposé et porte le numéro d’inventaire 168.